# Коростельов Євген Володимирович
Євге́н Володи́мирович Коростельо́в (9 жовтня 1978, Суми — 19 листопада 2019, Харків) — полковник Збройних сил України, командир 128-ї окремої гірсько-штурмової бригади (09—11.2019), начальник артилерії 25-ї окремої повітрянодесантної бригади (201?—09.2019). Учасник російсько-української війни. Загинув внаслідок підриву на міні.

## З життєпису
Народився 9 жовтня 1978 року в м. Суми.
Закінчив в Сумах школу № 18, вступив до Сумського інституту ракетних військ та артилерії. Після випуску прийшов на службу до 25-ї окремої повітрянодесантної бригади на посаду командира взводу управління самохідної артилерійської батареї. Продовжував служити у 25-й бригаді, і станом на січень 2013 року, підполковник Коростельов — командир самохідно-артилерійського дивізіону бригади.

### Російсько-українська війна
Війну 2014 року Євген зустрів у званні полковника. Ставши командиром бригадної артилерійської групи, з 22 червня по 22 липня брав участь в операції з блокування та визволення міст Лисичанськ та Сєвєродонецьк Луганської області. Самохідно-артилерійський дивізіон під керівництвом Коростельова підтримував вогнем парашутно-десантні підрозділи бригади та придані підрозділи інших частин.
Також брав участь в операціях з визволення населених пунктів Рубіжне, Красний Лиман, Слов'янськ, Краматорськ, Дебальцеве, Шахтарськ, Вуглегірськ, Нижня Кринка.
З 15 січня по 20 березня 2015 року брав участь у боях в районі населених пунктів Донецької області: Олександрівка, Авдіївка, Опитне, Водяне, опорний пункт «Зеніт». 22 січня 2015 року ударами артилерії було знищено два танки, бойову машину піхоти, бронетранспортер та чотири протитанкові гармати з розрахунками та тягачами противника, а також чотири автомобілі та склади з артилерійськими боєприпасами в селищі Спартак, значну кількість особового складу противника. Під час бойових дій поблизу Спартака офіцер дістав контузію.
- Розбита 22 січня 2015 року колона російських окупаційних військ під опорним пунктом «Зеніт».
- Залишки колони.

Станом на листопад 2018 року був начальником артилерії — заступником командира 25-ї окремої повітрянодесантної бригади.
Восени 2019 року був призначений командиром 128-ї окремої гірсько-штурмової бригади. Одні джерела говорять, що призначення відбулося у вересні, інші — у кінці жовтня.
10 листопада 2019 року у присутності фронтових кореспондентів оглядав ввірену йому ділянку фронту в районі Богданівки і Петрівського після відведення військ.
12 листопада 2019 року дістав поранення поблизу Новотроїцького, неподалік від третьої ділянки розведення сил поблизу Петрівського. Отримав мінно-вибухову травму разом із ще одним військовослужбовцем: вони виконували бойове завдання в глибині ротних та опорних пунктів і підірвалися на невідомому вибуховому пристрої, одному з них відірвало стопу й перебило гомілку, в іншого — відкритий перелом колінного суглоба й множинні вогнепальні осколкові поранення ноги Були також інші пояснення — що троє офіцерів бригади дістали поранення внаслідок ворожого обстрілу з АГС-17. Згодом з'явилося підтвердження, що саме Євгену довелось ампутувати праву стопу.
Коростельов був доправлений до лікарні, стан — стабільний. 13 листопада Коростельова доправили до Харкова, у військово-медичний клінічний центр Північного регіону, де йому виконали низку операцій. Згідно з повідомленням, його кінцівку змогли врятувати, інша — була ампутована після поранення. За повідомленням в.о. провідного хірурга центру Сергія Шипілова, наслідком вибуху було масове тяжке пошкодження легень, його серцева діяльність підтримувалась постійно введенням розчину вазопресорів, які утримували тиск, з 17 листопада розвинулась висока гіпертермія, що було проявом цього ускладнення від легень.
Помер непритомним близько 04:00 ранку 19 листопада 2019 року в Харкові. Він став другим командиром бригади у Збройних силах України, який загинув під час війни на Донбасі: у 2014 році загинув комбриг 51-ї бригади Павло Півоваренко.
20 листопада 2019 року був похований у Сумах. Церемонія прощання почалася із заупокійної літії у Свято-Воскресенському соборі ПЦУ, потім траурна церемонія пройшла вулицею Соборною, після чого прощання продовжилося в будівлі колишнього артучилища — кадетського корпусу, в якому Євген здобув професію військового. Труну з тілом на гарматному лафеті доставили на Алею Слави центрального кладовища м. Суми, де відбулася церемонія поховання з військовими почестями.

## Нагороди
- Орден Богдана Хмельницького II ступеня (19 листопада 2019, посмертно) — за особисті заслуги у захисті державного суверенітету та територіальної цілісності України, самовіддане служіння Українському народові.[15]
- Орден Богдана Хмельницького III ступеня (21 липня 2015) — за особисту мужність і високий професіоналізм, виявлені у захисті державного суверенітету та територіальної цілісності України, вірність військовій присязі.[16]
- Нагороджений відомчими заохочувальними відзнаками Міністерства оборони України, у тому числі нагрудним знаком «За військову доблесть», медалями «20 років сумлінної служби», «За сумлінну службу» II та III ст., пам'ятним нагрудним знаком «Воїн-миротворець».

## Вшанування
- Посли Франції, Німеччини, Великої Британії та США висловили співчуття з приводу смерті Євгена Коростельова. Про це повідомили посол Франції в Україні Етьєн де Понсен, посол Великої Британії Мелінда Сіммонс[17].
- Тимчасовий виконувач обов'язків командира 25-ї повітрянодесантної бригади Роман Забродський сказав: «Це була неординарна людина. Про це скаже вам, однозначно, кожен, кого ви запитаєте. І на фоні цього, на фоні його неординарності, і рішень, прийнятих ним у різних ситуаціях, так, можна без сумнівів сказати, що це був легендарний полковник»[3]
- 29.01.2021 року на фасаді Сумської загальноосвітньої школи № 18, де навчався Євген Коростельов, було встановлено меморіальну дошку. Пам'ять загиблого українського захисника вшанували його батьки, дружина, діти, представники органів місцевої влади, бойові побратими та військовослужбовці Сумського гарнізону[18].

### Інтерв'ю
- Тетяна Заріцька, «…лише звуки вогню, в якому корчилася понівечена військова техніка чулися навкруги» [Архівовано 12 листопада 2019 у Wayback Machine.] // Десантно-штурмові війська України, 5 листопада 2018.